# 拉利·帕尔蒂宁
拉利·帕尔蒂宁（芬蘭語：Lalli Partinen，1941年8月20日—2022年5月4日），芬兰男子冰球运动员，场上位置是后卫。他曾代表芬兰国家队参加1968年冬季奥林匹克运动会冰球比赛，获得第5名。